# Bùi Bỉnh Quân
Bùi Bỉnh Quân (1580 – 1633) là danh thần đời Lê Kính Tông, cháu huyền tôn của Bùi Xương Trạch, tằng tôn của Bùi Cầu, quê làng Thịnh Liệt, huyện Thanh Trì, cư ngụ làng Định Công, tỉnh Hà Đông (nay thuộc Hà Nội).

## Gia thế
Xuất thân từ họ Bùi làng Sét, là cháu huyền tôn 4 đời của Bùi Xương Trạch và là tằng tôn của Bùi Cầu.

## Sự nghiệp
Năm 1619, Bùi Bỉnh Quân đỗ Đệ tam giáp đồng Tiến sĩ xuất thân khoa Kỷ Mùi lúc 39 tuổi, niên hiệu Hoằng Định (Hoàng huyền tôn của Lê Kính Tông). Có chính tích tốt, được nhân dân cảm phục. Sau đó, làm quan đến Phủ doãn Phụng thiên.
Năm 1633, ông nhận lệnh đi sứ Trung Quốc, mất ở giữa đường, ngày 20 tháng 3 năm Quí dậu, thọ 53 tuổi, được truy tặng Hữu thị lang.